# André Dulait
André Dulait, né le 14 novembre 1937 à Paris et mort le 18 janvier 2020 à Poitiers,,, est un homme politique français, membre du groupe UMP.

## Biographie
Docteur vétérinaire de profession, André Dulait est élu sénateur de Deux-Sèvres le 24 septembre 1995, réélu le 26 septembre 2004.
Il est Président du conseil général des Deux-Sèvres de 1990 à 2000. Il démissionne de ce mandat en 2000 tout en restant conseiller général du Canton de Ménigoute jusqu'en 2004. Il a également été maire de Ménigoute.